# 拗拉槽

大西洋形成时三叉断裂系，发育为现今的大西洋中脊与贝宁地堑

拗拉槽（英语：Aulacogen），也称裂堑、裂陷槽、拗拉谷、大陆裂谷，板块构造理论认为：大陆三叉裂谷系形成初期，由于地幔柱的上升，产生了由正断层组成的三叉断裂系统，随着地幔柱的不断隆起，初始的断裂体系开始扩张，根据同一力学体系应力优先释放原理，三叉断裂体系必然有一支断裂系得不到充分的发展。其中2支继续发展成为新的大洋，另一支没有得到充分发展的断裂系就成为拗拉槽。因此，由地幔柱上隆引发的拗拉槽是面对大洋且尾端伸进大陆内部，长期发育、充填沉积的陆内裂谷（Rift）或地堑（Graben)。其基本的地质特征是：
- 现代大陆裂谷带都具有的壳幔过渡层；
- 地幔柱上隆形成的三联点；
- 拉张环境下断穿地壳部位上的狭长沉陷带；
- 强烈的火山岩浆活动所形成的双峰式火山岩组合；
- 与裂谷狭长突变地貌有关的快速堆积、垮塌堆积、低成熟度沉积物及常与火山岩相间的岩石组合特征；
- 从克拉通的凹角处插入并分割克拉通。

拗拉槽是对术语"aulacogen"的音译。出自希腊语aulax (垄沟)。由苏联地质学家尼古拉·沙特茨基于1946年提出.
拗拉槽的地壳受以前的裂谷活动影响而比较脆弱，多发地震甚至火山活动。由于拗拉槽的薄弱性，在适当条件下，可能重新活动形成活动的裂谷系。例如加拿大魁北克与安大略的渥太华-邦尼切尔地堑就是一处古拗拉槽，在盘古大陆破裂时重新活化为裂谷。
最典型的拗拉槽是在盘古大陆破裂，大西洋形成时，在现今几内亚湾凹角处地幔柱上涌导致三叉断裂，其中得到充分发育的两支裂谷形成了大西洋中脊，未得到发育的一支裂谷形成了拗拉槽——西非裂谷系（一直向东北延伸至乍得湖、经利比亚延伸到地中海）。